# Trace Sport Stars
 (février 2025).
Motif : Notoriété encyclopédique ? Pas grand chose depuis 2013 date de création de cet article, la chaine semble anecdotique.
- Archive Wikiwix
- Bing
- Cairn
- DuckDuckGo
- E. Universalis
- Gallica
- Google
- G. Books
- G. News
- G. Scholar
- Persée
- Qwant
- (zh) Baidu
- (ru) Yandex
- (wd) trouver des œuvres sur Wikidata

| 1. | Préciser le motif de la pose du bandeau. | Précisez le motif de la pose du bandeau en utilisant la syntaxe suivante : {{admissibilité à vérifier\|date=juillet 2025\|motif=remplacez ce texte par le motif}}                      |
| 2. | Informer les utilisateurs concernés.     | Pensez à avertir le créateur de l'article, par exemple, en insérant le code ci-dessous sur sa page de discussion : {{subst:avertissement admissibilité à vérifier\|Trace Sport Stars}} |

Pour les articles homonymes, voir Trace.
Trace Sport Stars, anciennement Trace Sports est une chaîne de télévision thématique consacrée aux « célébrités sportives ». C'est une chaîne de divertissement dédiée à la vie des champions : leur intimité, leur entourage, leurs passions, leurs engagements, leurs parcours, leurs performances sportives. La chaîne qui s’adresse à un cœur de cible 15-49 ans est diffusée dans 104 pays et touche 39 millions de foyers.

## Historique
- 2011 : Trace Sports est lancée en juin ;
- 2012 : Trace Sports créé un canal événementiel baptisé « La Chaîne des Champions : Spéciale Londres », diffusé le temps des jeux olympiques sur Canalsat
- 2013 : Trace Sports quitte Canalsat.
- 2013 : Trace Sports devient Trace Sport Stars le 1er octobre.
- 2020 : Trace Sports quitte les offres de SFR.

### Identité visuelle (logo)

La Chaîne des Champions : Spéciale Londres du 6 juillet 2012 au 20 août 2012

Ancien logo de Trace Sports de 2011 à 2013.
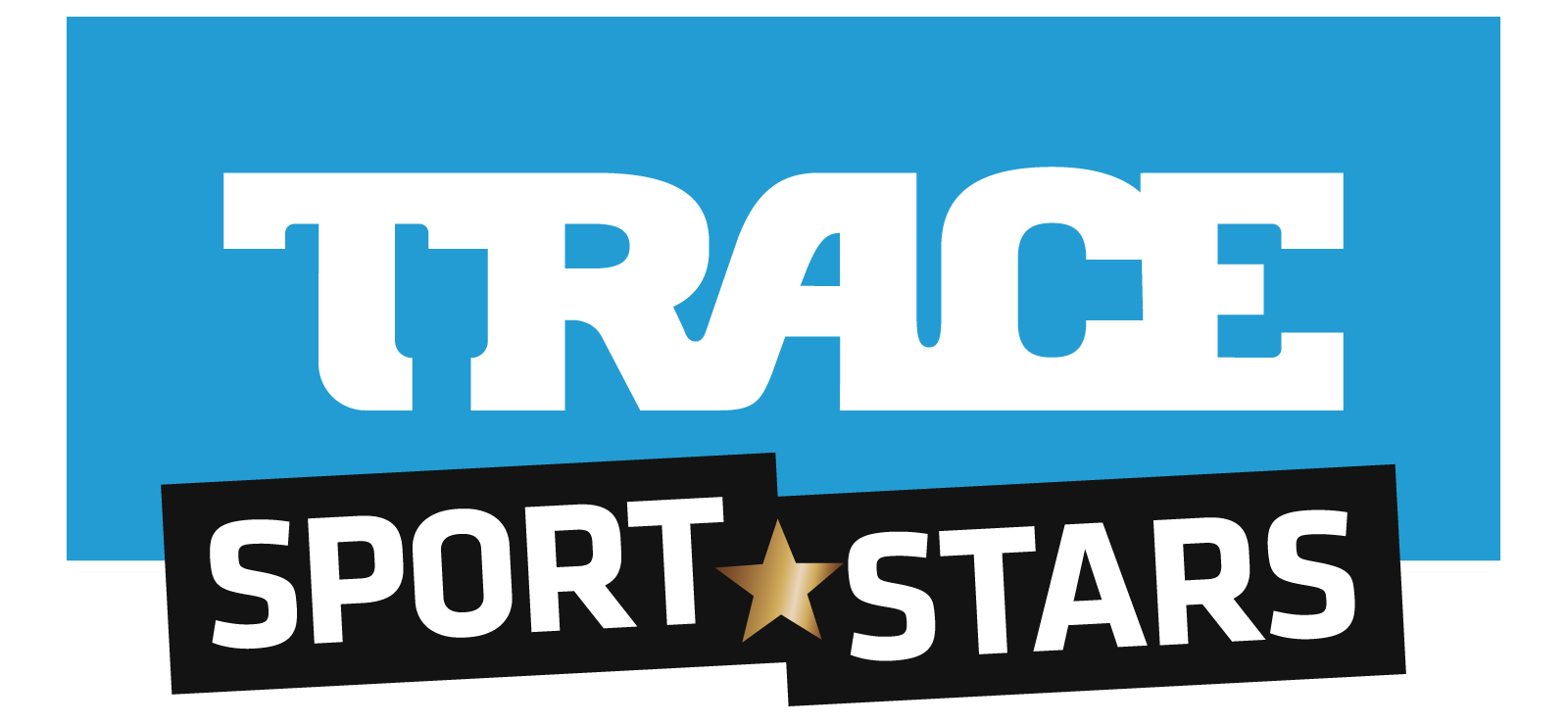
Ancien logo de Trace Sport Stars de 2013 au 2 novembre 2022.
Logo actuel de Trace Sport Stars depuis le 3 novembre 2022.

## Annexe